# Macromaxillocaris
Macromaxillocaris is een geslacht van kreeftachtigen uit de klasse van de Malacostraca (hogere kreeftachtigen).

## Soort
- Macromaxillocaris bahamaensis Alvarez, Iliffe & Villalobos, 2006